# استان ناکون سی تاممارات

نقشهٔ تایلند و جایگاه استان ناکون سی تاممارات.

استان ناکون سی تاممارات یکی از استان‌های کشور تایلند است. مساحت آن ۹۹۴۲ کیلومترمربع می‌باشد. جمعیت این استان در سال ۲۰۰۰ بالغ بر ۱۵۱۹۰۰۰ نفر برآورد شده‌است.
استان ناکون سی تامارات از نظر تقسیمات کشوری بخشی از ناحیه جنوب تایلند به حساب می‌آید. مرکز این استان شهر ناکون سی تاممارات است.